# Ravine Creuse
Ravine Creuse est un lieu-dit de l'île de La Réunion, département d'outre-mer français dans le sud-ouest de l'océan Indien. Il constitue un quartier de la commune de Saint-André à l'est de son centre-ville.